# Аврутин, Юлий Ефремович
Юлий Ефремович Аврутин (13 марта 1908, Варшава — 21 апреля 1980) — советский инженер-строитель. Дважды лауреат премии Совета Министров СССР.

## Биография
Родился 13 марта 1908 года в Варшаве. В 1930 году окончил МВТУ имени Н. Э. Баумана.
Начал трудовую деятельность инженером в Коммунстрое. Участвовал в строительстве ряда промышленных сооружений и комбината газеты «Правда». С 1934 по 1941 год — руководитель группы инженеров в мастерской № 10 Управления по проектированию Москвы.
В годы Великой Отечественной войны занимался реконструкцией и строительством предприятий авиационной промышленности. Затем занимался послевоенным восстановлением Севастополя, Новгорода и Минска. Работал вместе с такими мастерами советской архитектуры, как А. В. Щусев, В. Г. Гельфрейх, А. Ф. Хряков.
После того как в 1951 году был образован институт «Моспроект», Ю. Е. Аврутин поступил туда на работу на должность главного инженера 4-й районной мастерской. Занимался проектированием и строительством комплекса зданий Центральной клинической больницы 4-го Главного управления Минздрава СССР, реконструкцией и достройкой здания Библиотеки имени Ленина, возведением жилых кварталов по Кутузовскому проспекту и Минскому шоссе, в Фили-Мазилове и Кунцеве. Он был инженером-конструктором здания Бородинской панорамы и 16-этажного здания института.
Руководил разработкой и внедрением новых конструкций железобетонных кровель жилых и общественных зданий. Под его руководством были разработаны и успешно внедрены сборные типы оснований и нулевых циклов, новые конструкции свай, а также проекты панельных домов на ДСК-2. Он также является автором множества научных статей и книг, посвященных вопросам проектирования и строительства железобетонных конструкций.
Член Союза архитекторов СССР с 1957 года. Член инженерной секции Союза архитекторов СССР и научно-технического совета управления «Моспроект-1».
Умер 21 апреля 1980 года.

## Награды
- премия Совета Министров СССР (1973) — за проектирование и строительство жилого комплекса вдоль Минского шоссе в Давыдкове (в составе коллектива)[5][2]
- премия Совета Министров СССР (1974) — за проектирование и строительство административного комплекса Министерства финансов СССР на улице 1812 года (в составе коллектива)[2]
- орден «Знак Почёта»[2]
- медаль «За трудовую доблесть»[2]
- медаль «За доблестный труд в Великой Отечественной войне 1941—1945 гг.»[2]
- медаль «В память 800-летия Москвы»[2]

## Сочинения
- Аврутин Ю. Е. Железобетонные крыши жилых и общественных зданий. — М.: Стройиздат, 1971.